# Edmonton Valley Zoo
Koordinaten: 53° 30′ 41″ N, 113° 33′ 14″ W
Der Edmonton Valley Zoo ist ein Zoo, der sich in Edmonton in der kanadischen Provinz Alberta befindet. Er grenzt im Süden an den Laurier Park mit dem North Saskatchewan River. Der Edmonton Valley Zoo ist Mitglied der Canadian Association of Zoos and Aquariums (CAZA).

## Geschichte
Der Edmonton Valley Zoo wurde von der Stadt geplant und mit einem Kostenaufwand von 500,000 $ im Nordteil des Laurier Parks gebaut. Die Eröffnung wurde am 1. Juli 1959 vom damaligen Bürgermeister der Stadt Edmonton William Hawrelak vorgenommen. Die Eintrittsgelder betrugen zu dieser Zeit 10 Cent für Kinder und 25 Cent für Erwachsene. Seit 1959 hat sich der Zoo ständig weiterentwickelt, schaffte weitere Tiere an und errichtete neue Anlagen. Im Jahr 2009 fand eine vollständige Überarbeitung statt. Außer der Ausstellung von Tieren wird auch verstärkt auf Lehr- und Naturschutzinitiativen Wert gelegt.

## Anlagenbereiche
Der Zoo ist in mehrere Bereiche unterteilt. 1959 wurde der Bereich Inner Zoo eröffnet, in dem neben Säugetieren auch viele Vogelarten zu sehen sind. Die Carnivore Alley führt an Anlagen für Raubtiere (Carnivora) entlang. In Nature's Wild Backyard werden u. a. Kleine Pandas (Ailurus) gezüchtet. Für einen einzelnen weiblichen Asiatischen Elefanten (Elephas maximus), der Lucy genannt wird, wurde ein Elefantenhaus gebaut. Diese isolierte Haltung eines Elefanten löste eine jahrelange heftige Kontroverse zwischen den Verantwortlichen des Zoos mit verschiedenen Tierschutzorganisationen aus (s. Abschnitt: Kritik Elefantenhaltung). Im Makira Outpost, das im Sommer 2007 eröffnet wurde, leben verschiedene Lemurenarten (Lemuriformes). Auf den Freianlagen African Veldt werden in erster Linie afrikanische Steppenbewohner gehalten. In der Sektion Back Paddocks sind vornehmlich Huftierarten zu sehen. Die Abteilung Birds of Prey zeigt Raubvögel (Rapaces) in Volieren. Überwiegend Ohrenrobben (Otariidae) besiedeln die Abteilung Polar Extremes.
Das Saito Center, das nach dem ehemaligen Tierarzt des Zoos David Saito benannt wurde, diente ursprünglich als Winterquartier für wärmeliebende Tiere. Hier werden inzwischen verschiedene Primatenarten gehalten und ein Nachttierhaus ist integriert. Außerdem sind Reptilien- und Amphibienarten zu besichtigen.
Ein neues Veterinärkrankenhaus wurde 2010 eröffnet. Es umfasst einen Operationssaal, ein Labor, eine Quarantänestation und einen Bereich für Tiere, die eine längerfristige Versorgung benötigen. Die moderne Einrichtung sowie fortschrittliche medizinische Geräte ermöglichen es den Tierärzten und ihren Mitarbeitern, die Tiere effektiv und effizient zu betreuen. Das Tierkrankenhaus ist für Besucher nicht zugänglich.
Auf dem Gelände des Zoos gibt es auch Vergnügungseinrichtungen, die im Besonderen für Kinder geeignet sind. So wurde 2022 ein 1959 gebautes, historisches Karussell nach aufwendigen Restaurierungsarbeiten wieder im Park aufgestellt.
Außerdem ist das Gelände mit einem Picknick-Bereich, Restaurationsbetrieben und einem kleinen Amphitheater ausgestattet.

## Bildung und Wissenschaft
Der Edmonton Valley Zoo beteiligt sich seit 2016 am Sustainability Scholars Program, das Studenten an der University of Alberta fördert, die Nachhaltigkeitsstudien erstellen. Die Ergebnisse fließen auch in die Arterhaltungsprogramme des Zoos ein und wurden teilweise in Interviews öffentlich diskutiert. Für Schulklassen oder Erwachsene wurden spezielle Programme erarbeitet, um Gruppen jeden Alters zu unterrichten und Fragen des Natur- und Artenschutzes zu erörtern.

## Arterhaltungsprogramme
Die Mitarbeiter des Zoo arbeiten mit internationalen Organisationen bei strategischen Naturschutzprojekten zusammen. Dabei werden entweder Projekte direkt unterstützt oder es wird durch Spendensammlungen ein finanzieller Beitrag geleistet. Seit 1992 ist der Zoo am internationalen Species Survival Plan beteiligt, der von der American Zoo and Aquarium Association geleitet wird und darauf abzielt, gefährdete Tierpopulationen zu schützen und zu erweitern. Ein unter dem Namen Save the Frogs entwickeltes Programm will beispielsweise durch Schutz-, Nachzucht- und Auswilderungsmaßnahmen verhindern, dass stark gefährdete Froscharten aussterben.

## Kritik Elefantenhaltung

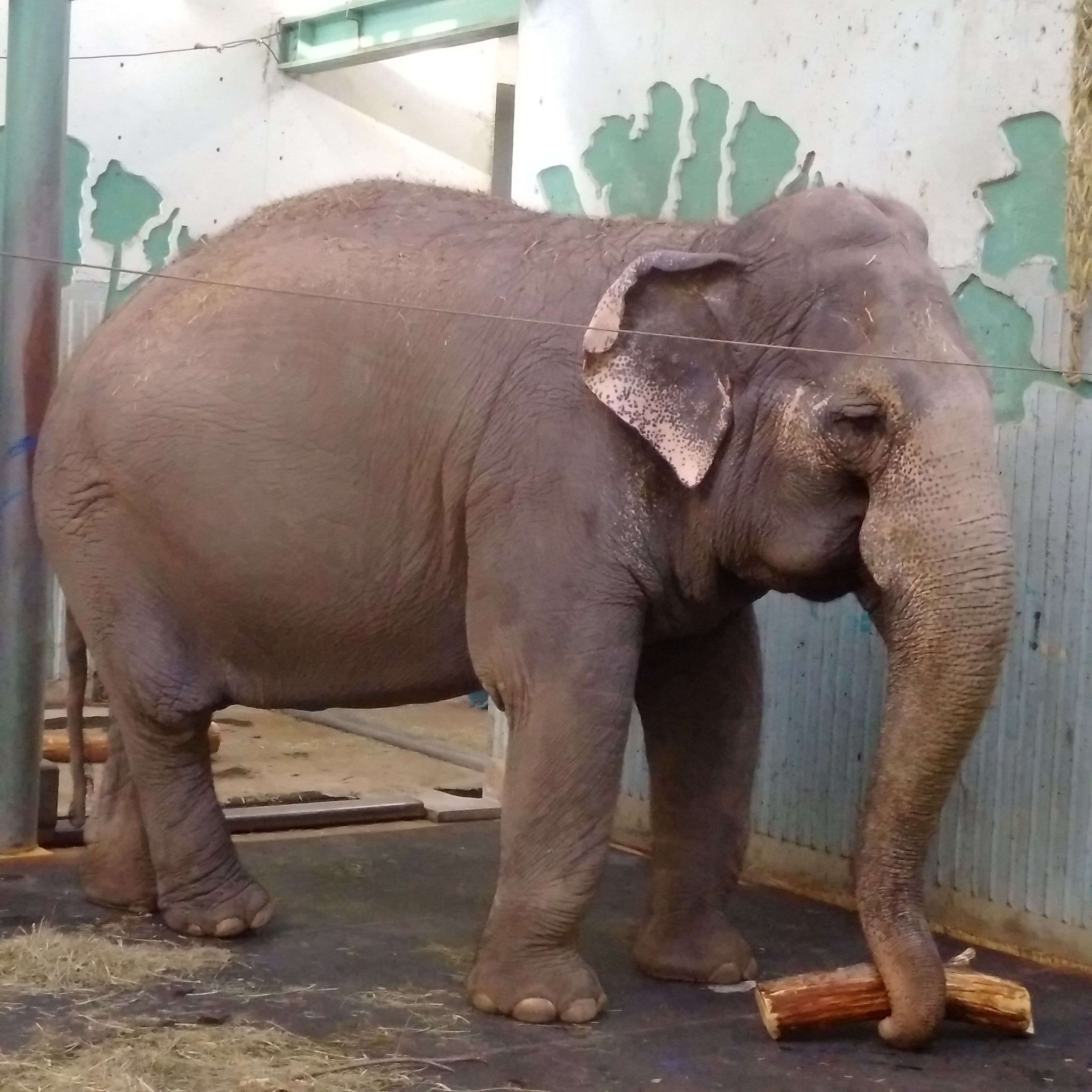
Asiatischer Elefant Lucy, 2016

Seit 2009 wird von Tierschutzorganisationen wiederholt Kritik an der isolierten Haltung der Asiatischen Elefantenkuh Lucy zum Ausdruck gebracht. Lucy wurde 1975 in Sri Lanka als Waise aufgefunden und kam 1977 im Alter von zwei Jahren in den Edmonton Valley Zoo, wo sie seitdem einzeln lebt. Von der Organisation Zoocheck wurde argumentiert, dass Elefanten Herdentiere seien und ein einsames Tier den sozialen Kontakt mit Artgenossen benötigt. Weiterhin wurde angeführt, dass sich Lucy aufgrund einer Vereinsamung lethargisch verhält und ein abnormales, stereotypes Verhalten zeigt (Weben). Auch entspreche ihr Gehege nicht den räumlichen Mindestanforderungen und das kalte Klima in Edmonton sei für die Elefantenkuh gesundheitsschädlich. Der Zoo hielt unter anderem dagegen, dass Lucy ein sehr vertrauensvolles Verhältnis zu ihren Pflegern habe und diese gewissermaßen als Familie bzw. Mitglieder ihrer Herde betrachte. Die Eingliederung in eine fremde Herde ist für ältere Elefanten zuweilen problematisch. Es wurde auch die Befürchtung geäußert, dass Lucy bei einer Verlegung und einem Transport Schaden nehmen könnte. Die Argumentation des Zoos wurde von Zoocheck nicht akzeptiert.
In die Debatte schaltete sich auch die anerkannte britische Verhaltensforscherin Jane Goodall ein, die den Zoo zunächst ebenfalls kritisierte. Im Februar 2021 veröffentlichte das Jane Goodall Institute of Canada, basierend auf einer unabhängigen Überprüfung von Lucys Zustand, eine Erklärung, dass es risikoreich sei, Lucy einen Transport zuzumuten, und kam deshalb zu der Schlussfolgerung, dass Lucy nicht in einen anderen Zoo verlegt werden sollte.
Aufgrund des gesteigerten Interesses der Öffentlichkeit an Lucys Befinden wird sie regelmäßig von Tierärzten und Verhaltensforschern untersucht, die anschließend ein Bulletin über ihren Zustand veröffentlichen. Wegen des fortgeschrittenen Alters leidet die Elefantenkuh inzwischen an Mobilitäts-, Atmungs- und Zahnproblemen. Sie ist außerdem leicht übergewichtig, was auf Bewegungsmangel zurückzuführen ist.

## Tierbestand
Der Edmonton Valley Zoo beherbergt über 350 Tiere mit einer Vielzahl von Arten aus verschiedenen Kontinenten, Klimazonen und Lebensräumen. Es werden Säugetiere, Vögel, Reptilien und Amphibien gezeigt. Die Tiersammlung ändert sich von Zeit zu Zeit, wenn sich die Schwerpunkte des Zoos neu gestalten. Eine gewisse Fluktuation ergibt sich auch aufgrund von Neuanschaffungen, Geburten, Todesfällen oder Tausch von Tieren mit anderen Zoos. Um den Besuchern einen engen Kontakt zu einzelnen Tieren zu ermöglichen, werden Tierpatenschaften angeboten.

## Galerie
Die folgende Bildreihe zeigt einige Tiere aus dem Bestand des Zoos.

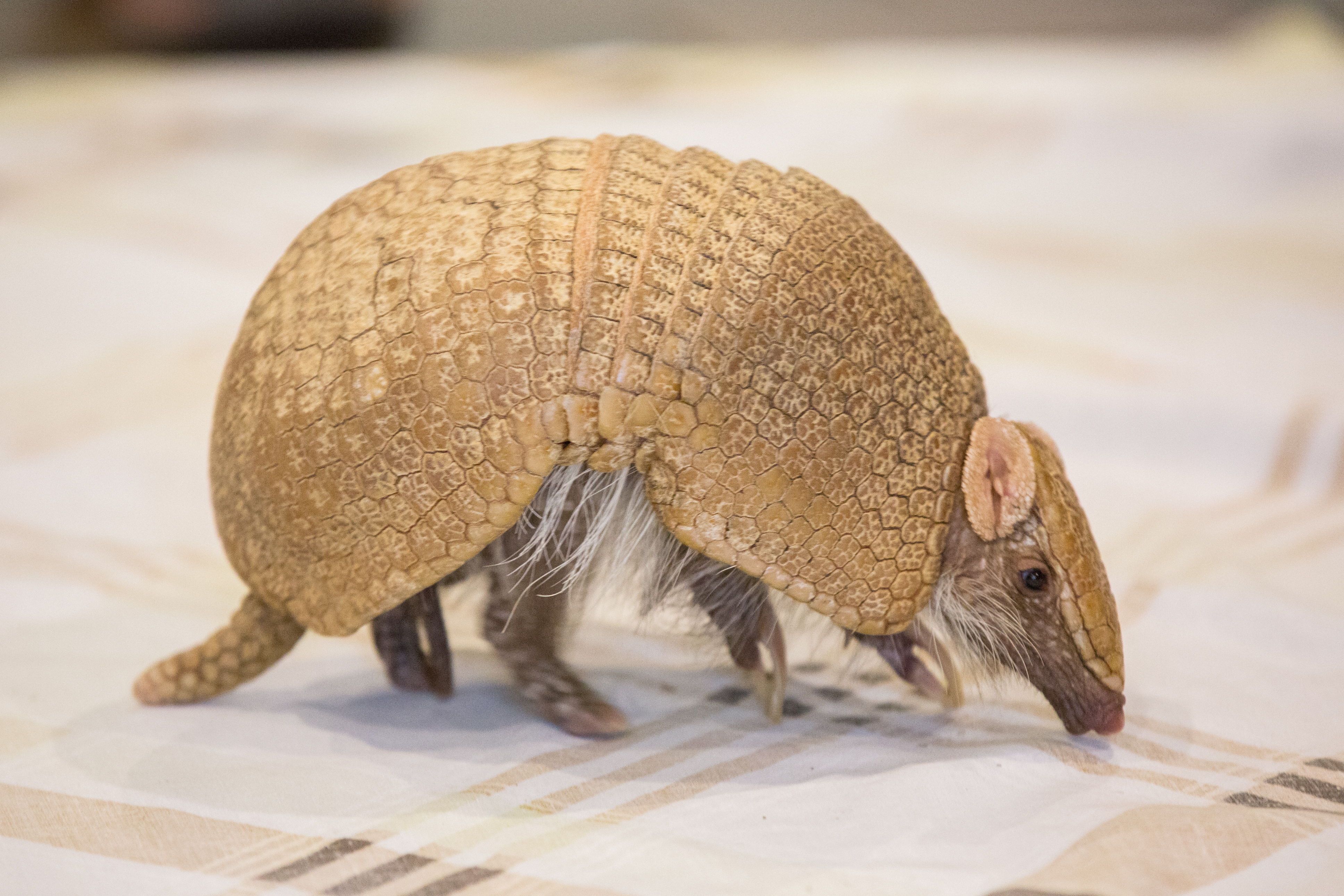
Nördliches Kugelgürteltier (Tolypeutes tricinctus)
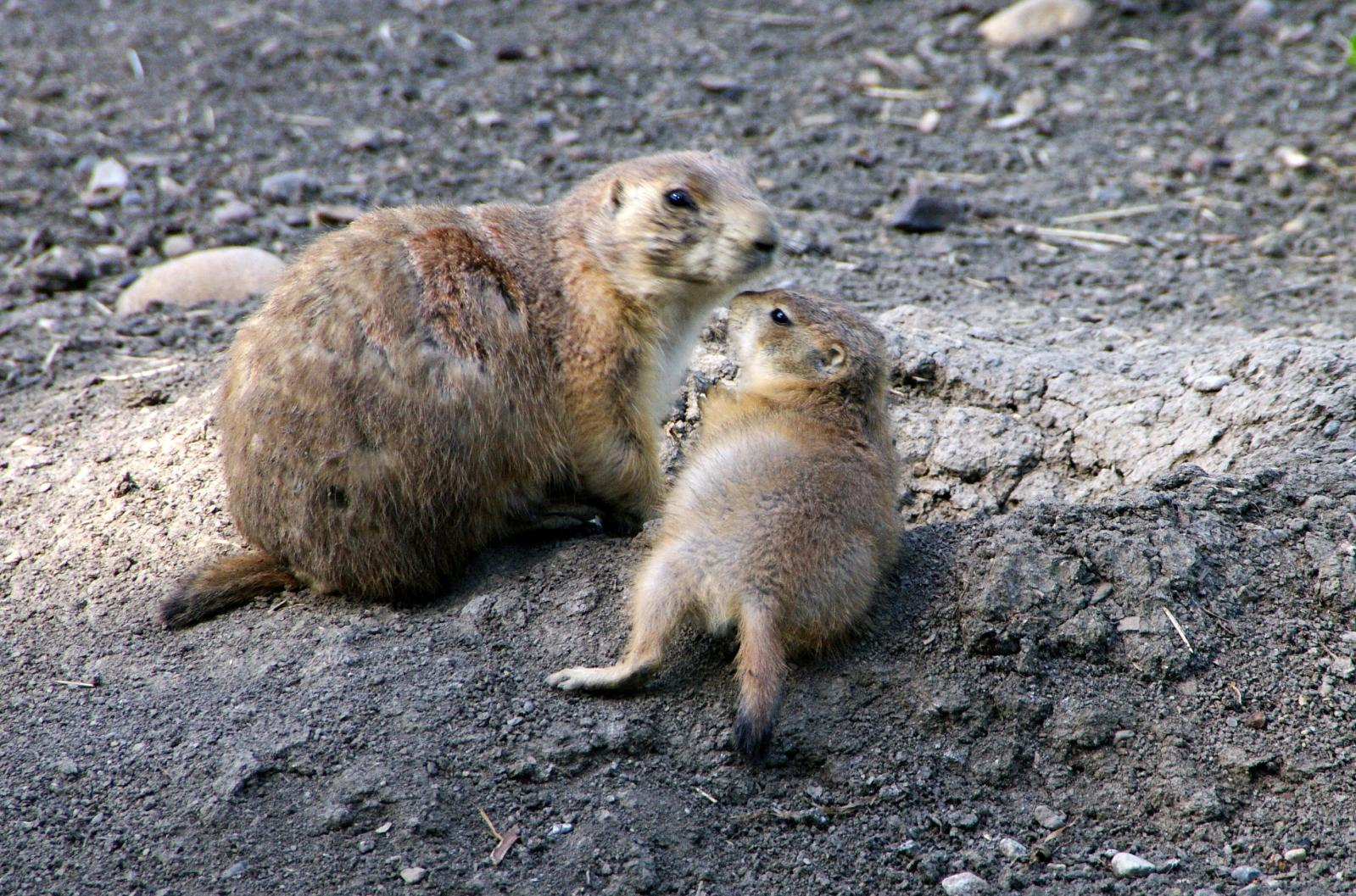
Präriehund (Cynomys) mit Jungtier
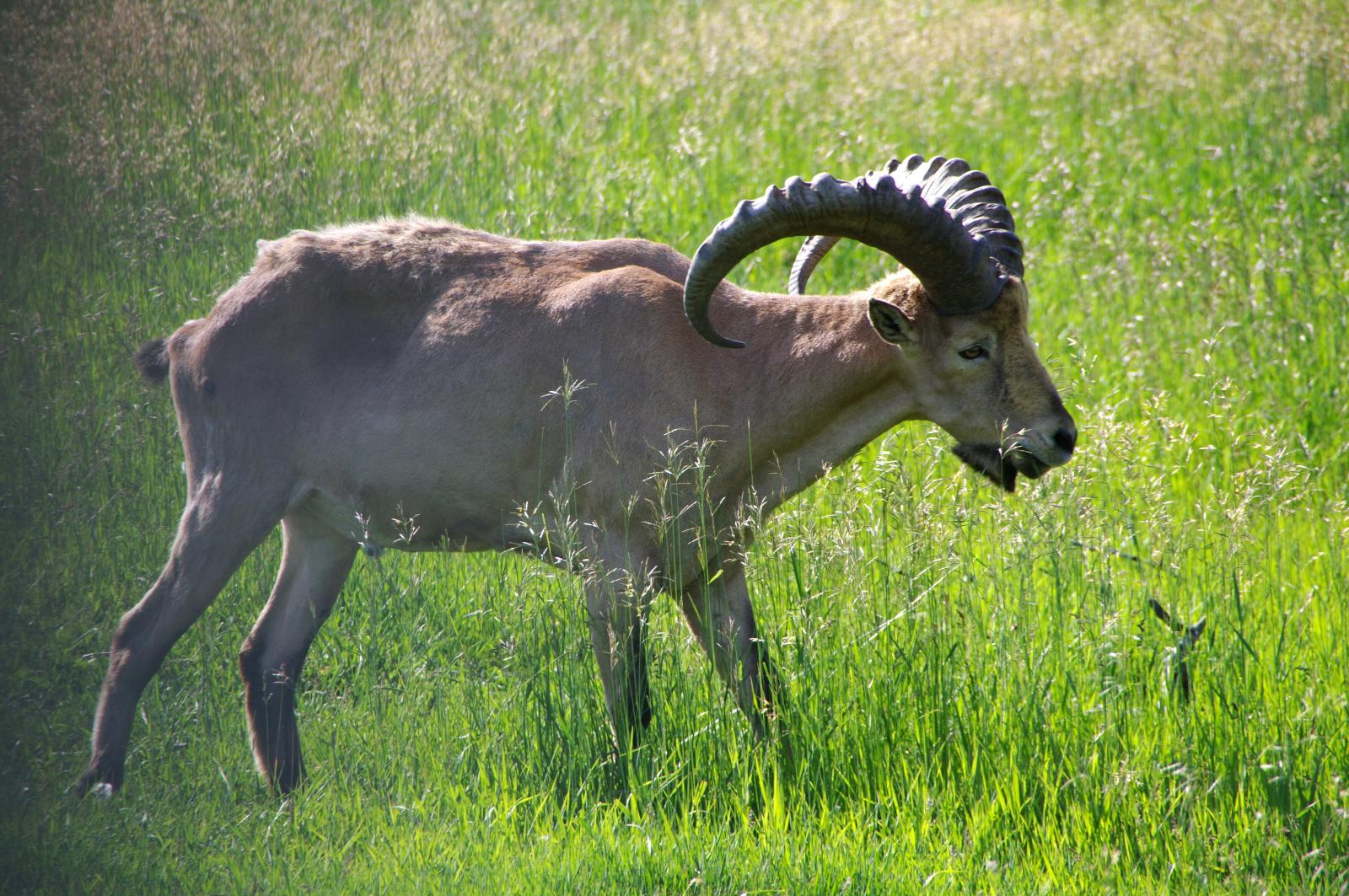
Westkaukasischer Steinbock (Capra caucasica)
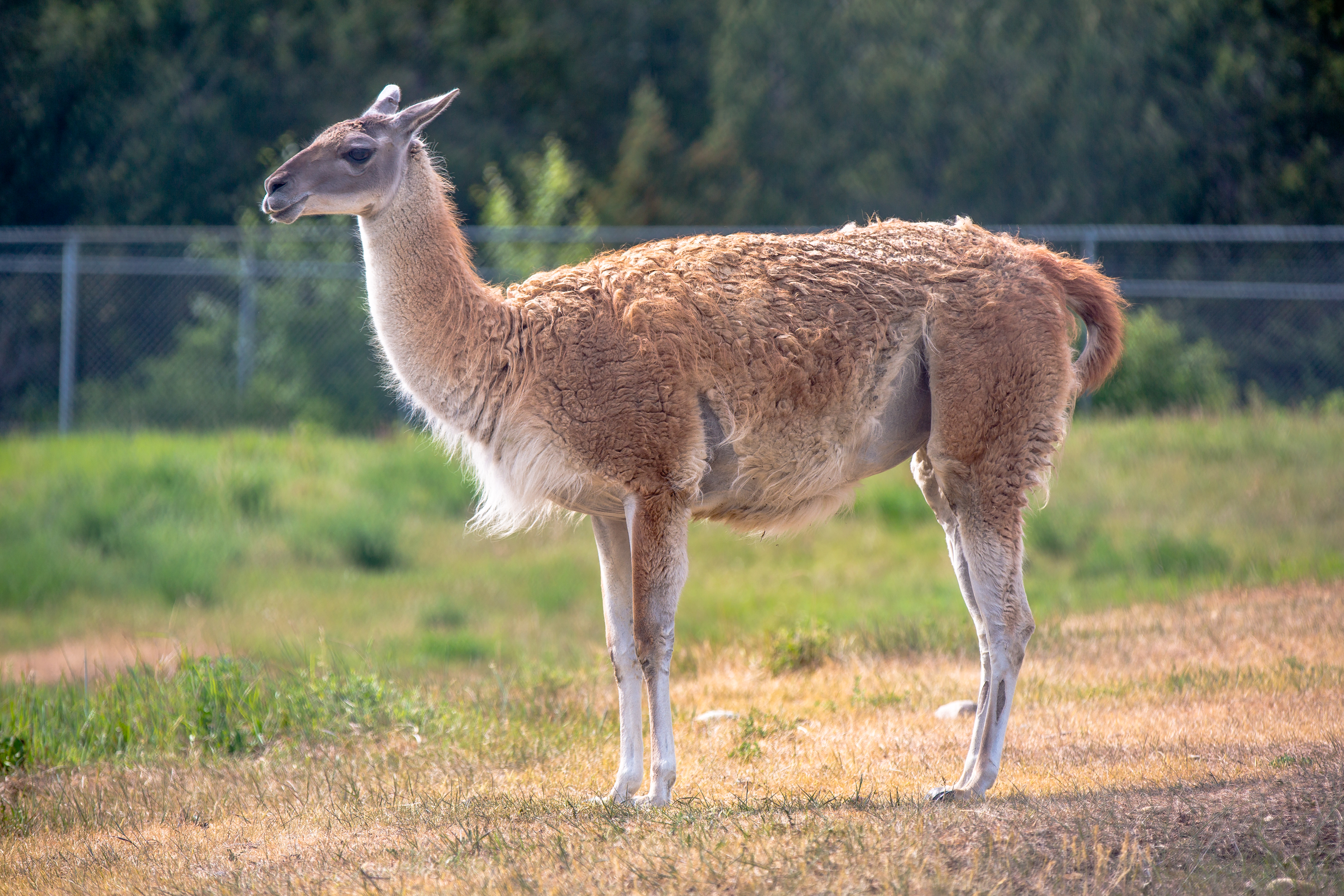
Guanako (Lama guanicoe)
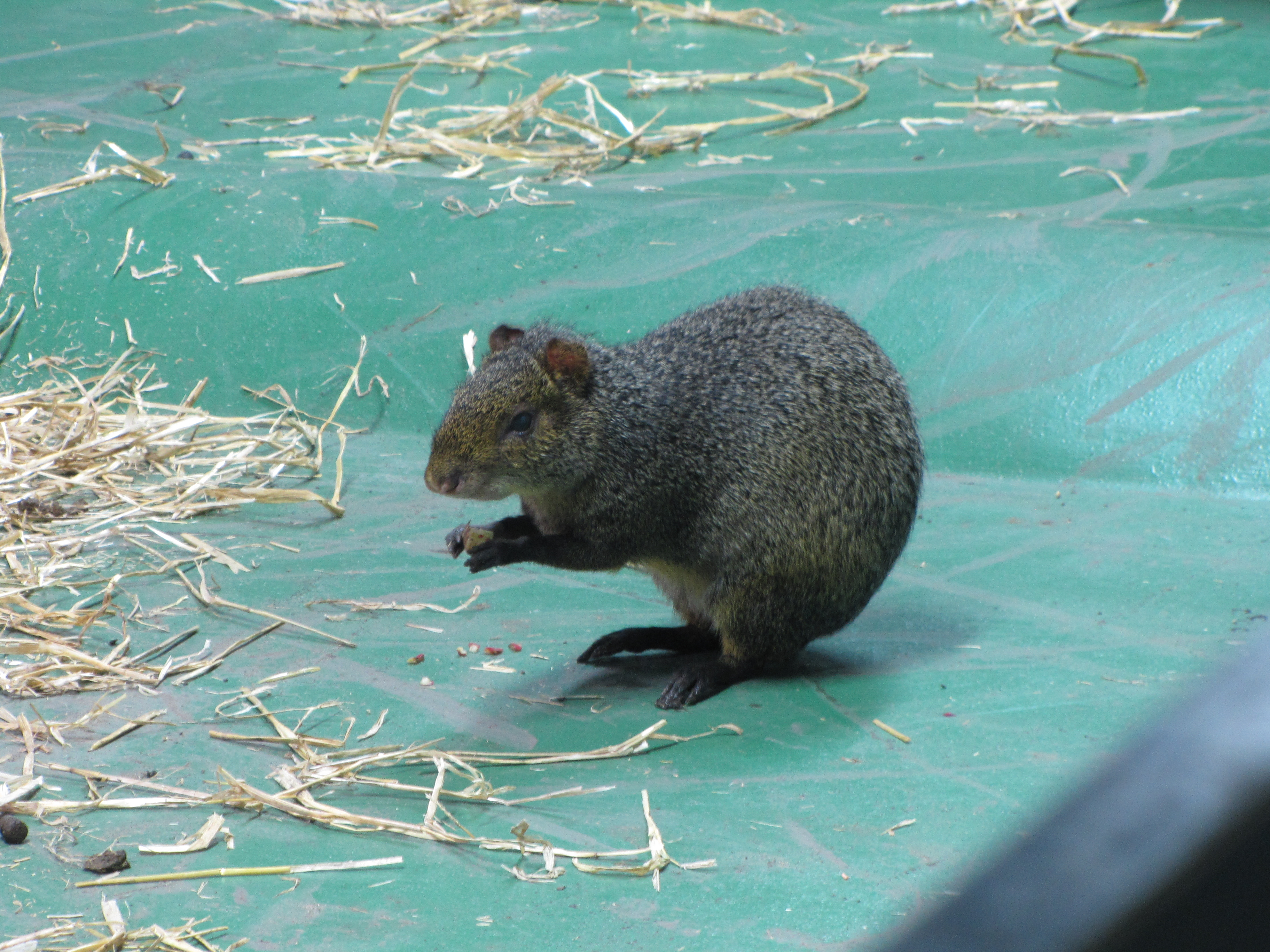
Goldaguti (Dasyprocta leporina)
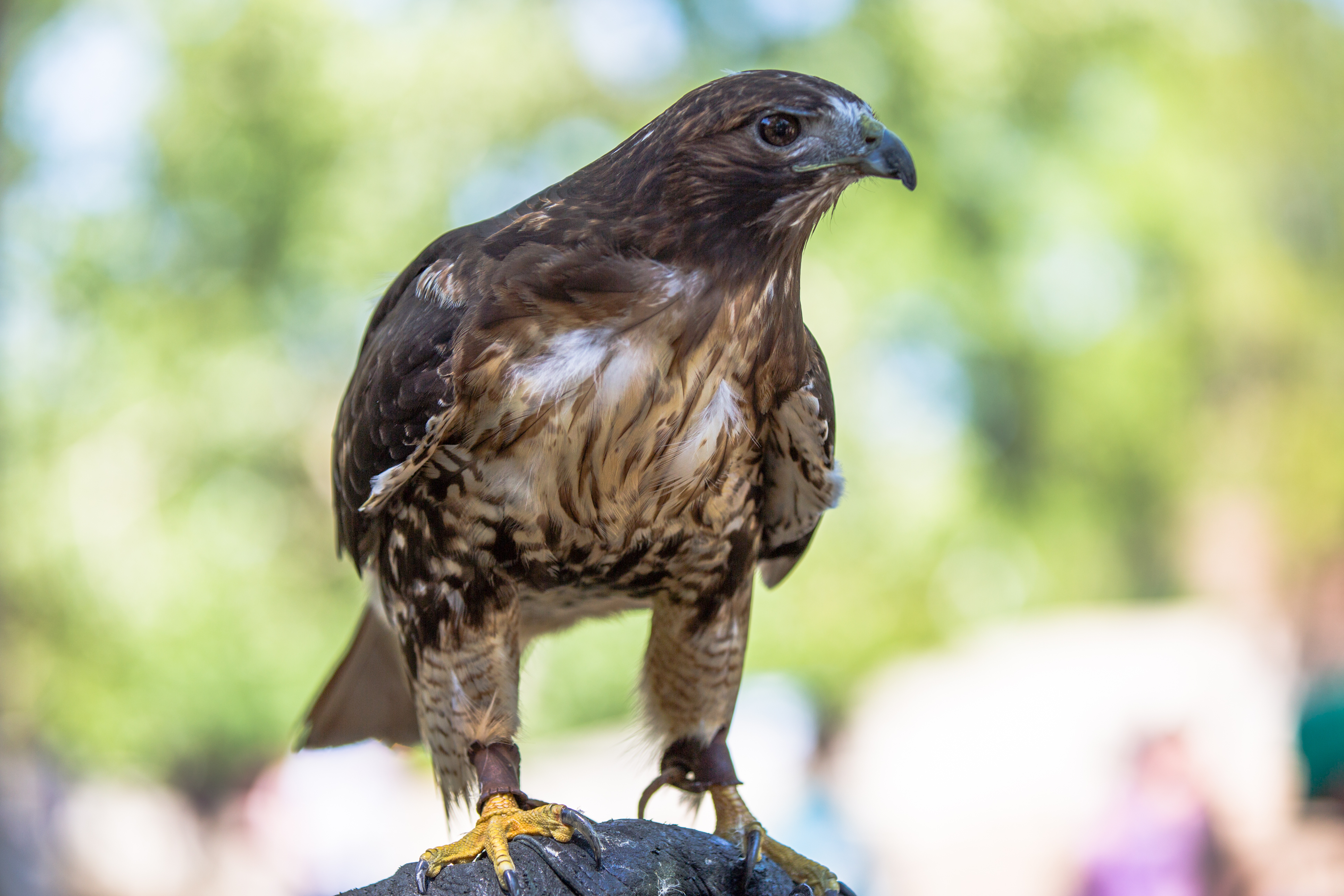
Rotschwanzbussard (Buteo jamaicensis)
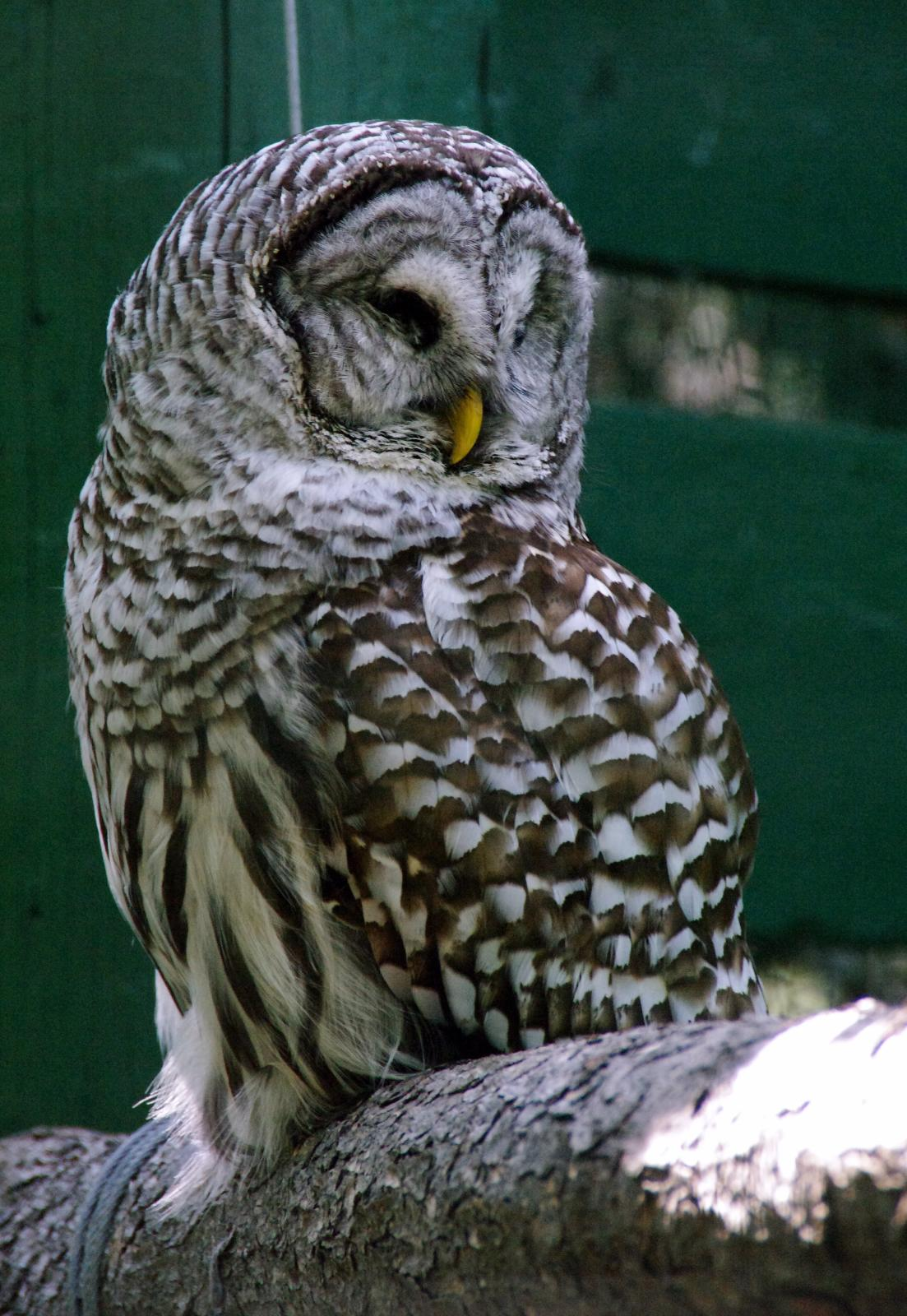
Streifenkauz (Strix varia)
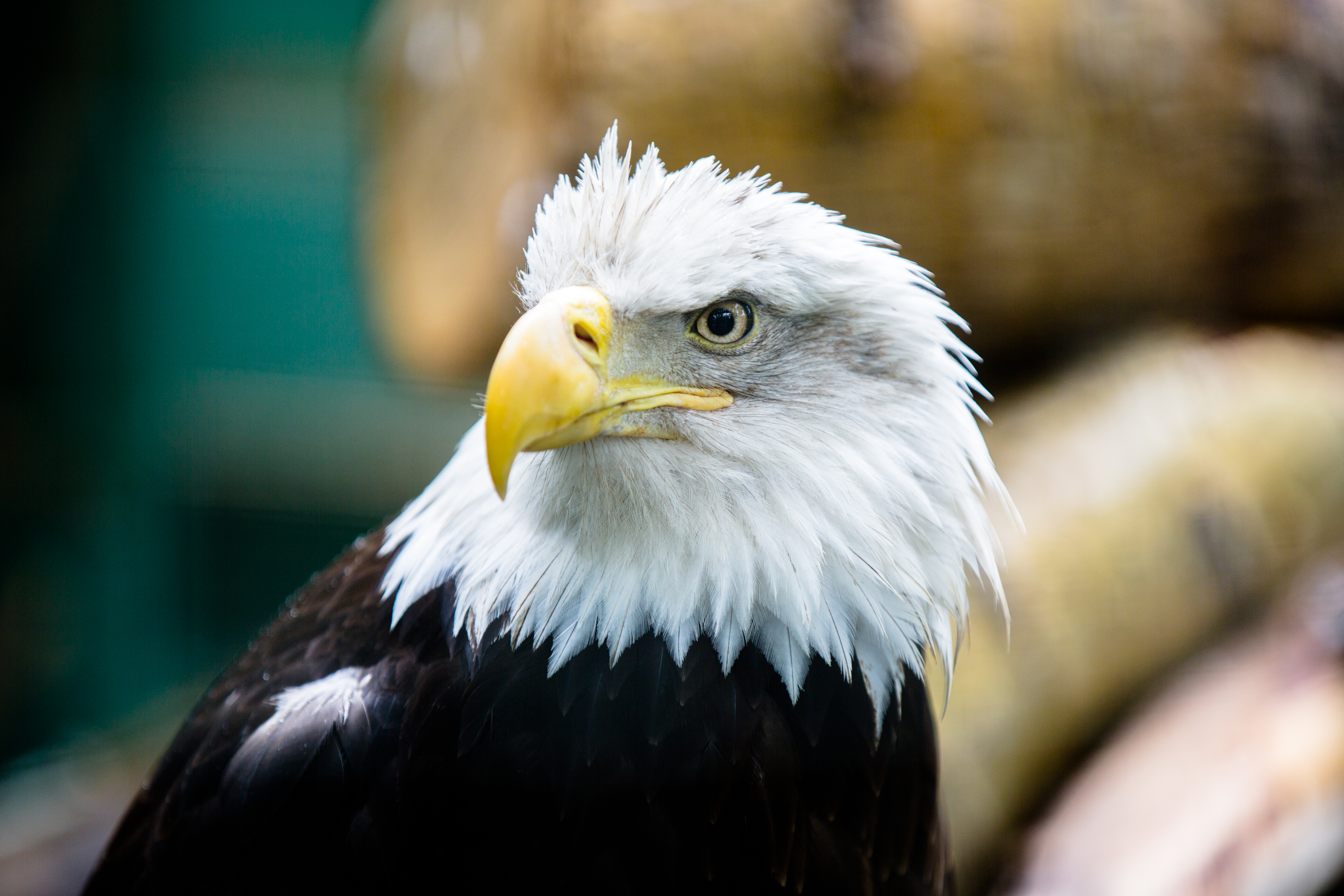
Weißkopfseeadler (Haliaeetus leucocephalus)
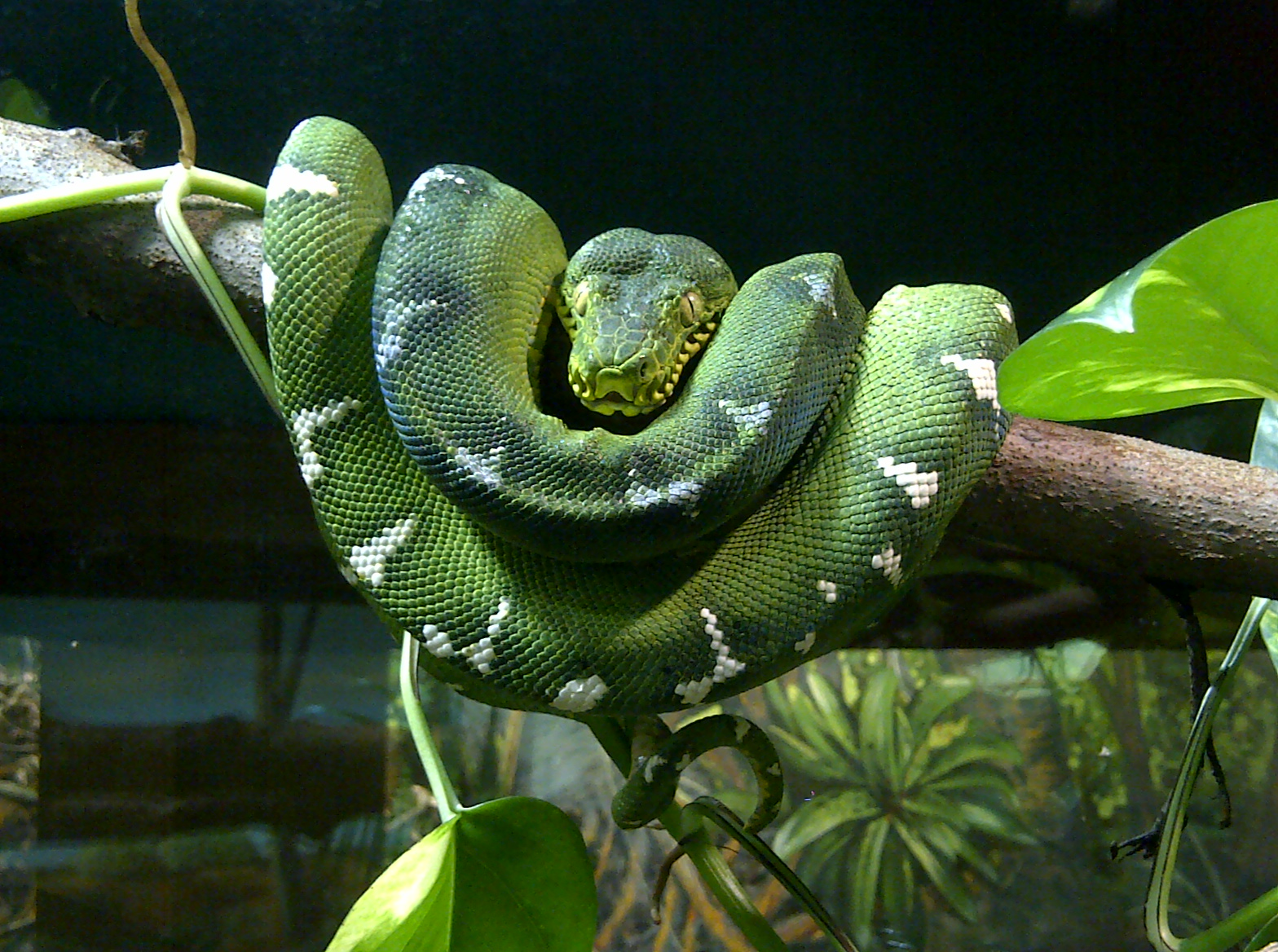
Grüner Hundskopfschlinger (Corallus caninus)
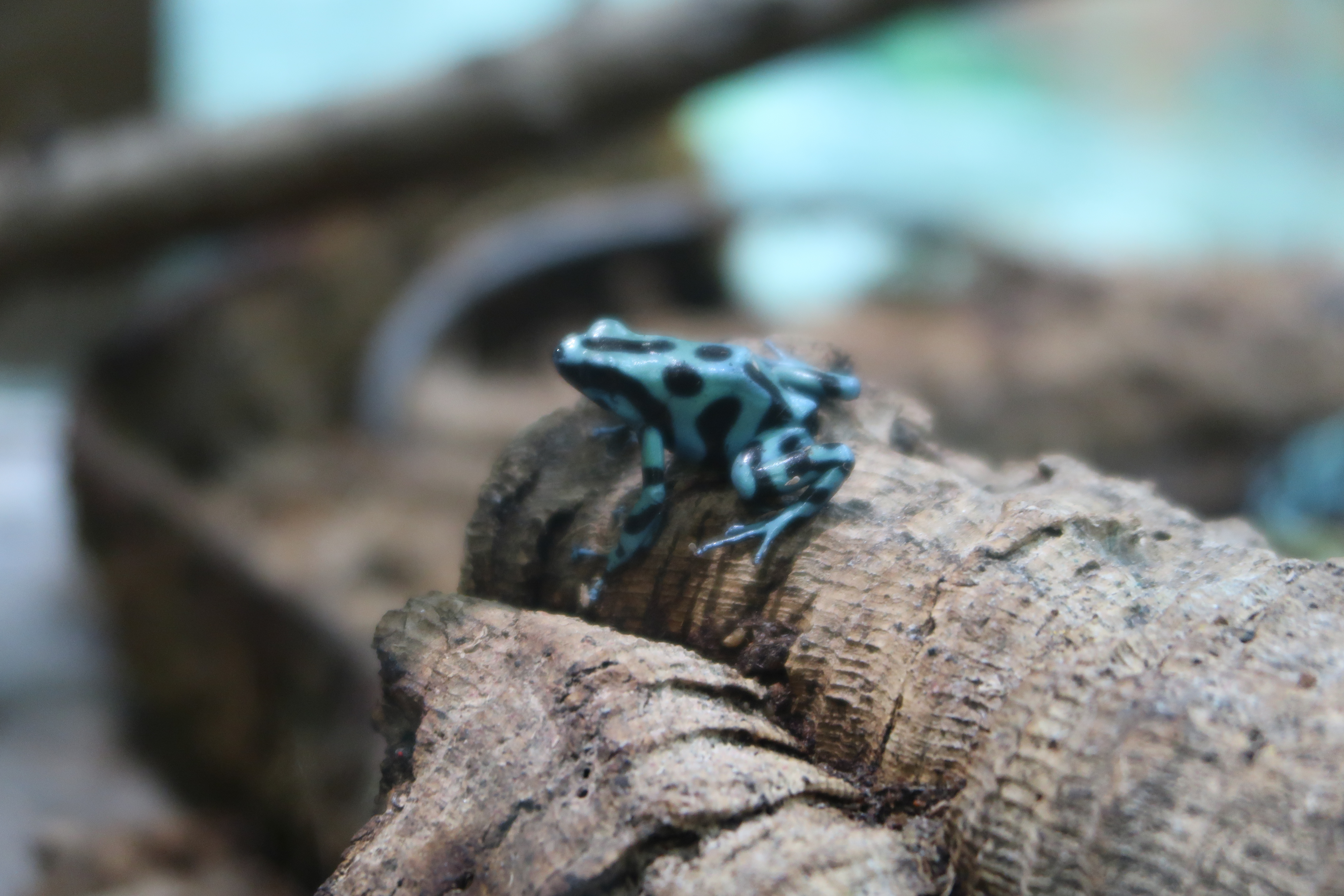
Goldbaumsteiger (Dendrobates auratus)